# Johannes Ludewig

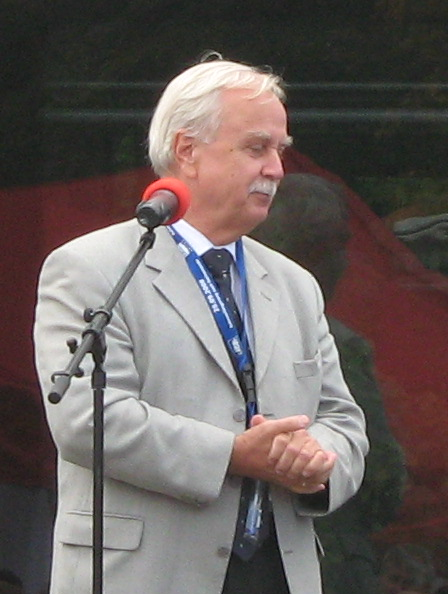
Johannes Ludewig (2008)

Johannes Ludewig (* 6. Juli 1945 in Hamburg) ist ein ehemaliger deutscher Staatssekretär und Manager. Von 1997 bis 1999 war er Vorstandsvorsitzender der Deutschen Bahn. Von 2006 bis 2022 war Ludewig Vorsitzender des Nationalen Normenkontrollrates. Der Politiker Gottfried Ludewig ist sein Sohn.

## Leben

### Ausbildung
Nach dem Abitur 1965 am Aloisiuskolleg in Bad Godesberg leistete er seinen Wehrdienst als Reserveoffizieranwärter bei der Bundeswehr ab. Er studierte von 1967 bis 1975 Wirtschaftswissenschaften an der Universität Hamburg, an der Stanford University und an der École nationale d’administration in Paris. Er erhielt 1971 in Paris ein Diplom, 1972 einen Master of Science in Stanford und promovierte 1974 zum Dr. rer. pol. über die Grundlagen für Simulationsmodelle ganzer Unternehmen.

### Tätigkeit in Bundesministerien
Er war von 1975 bis 1983 im Bundeswirtschaftsministerium auf den Gebieten Energie-, Wirtschafts- und Konjunkturpolitik tätig, 1983 wechselte das CDU-Mitglied ins Bundeskanzleramt, wo er ab 1991 Leiter der Abteilung Wirtschafts- und Finanzpolitik sowie für die Koordination der neuen Bundesländer zuständig war. Vom 1. Januar 1995 bis 1997 war Ludewig Staatssekretär im Bundeswirtschaftsministerium sowie Beauftragter der Bundesregierung für die neuen Bundesländer. Ludewig vertrat bis 1997 im Verwaltungsrat der Bundesanstalt für vereinigungsbedingte Sonderaufgaben das Bundeswirtschaftsministerium.

### Vorstandsvorsitzender der Deutschen Bahn
Von 1997 bis 1999 war Ludewig Vorstandsvorsitzender der Deutschen Bahn (DB) AG.
Ludewig wurde am 26. Februar 1997 durch den Aufsichtsrat der Deutschen Bahn AG in Berlin zum Vorstandsvorsitzenden gewählt. Er sollte demnach zum 1. Mai 1997 in den DB-AG-Vorstand berufen werden und dessen Vorsitz am 9. Juli für voraussichtlich zwei Amtszeiten (insgesamt zehn Jahre) übernehmen. Der bisherige Vorsitzende, Heinz Dürr, wechselte an die Spitze des Aufsichtsrats.
Ein besonderes Augenmerk Ludewigs galt der Pünktlichkeit der Züge. Unmittelbar nach seinem Amtsantritt führte er eine Regelung ein, nach der die Hälfte der Bonuszahlungen der damals 1.600 Führungskräfte „von Pünktlichkeit und Präzision des Bahnbetriebs“ abhängen sollte. 1997 kündigte er an, die Verspätungen bis zum Fahrplanwechsel halbieren zu wollen. Später führte er so genannte Pünktlichkeitsanzeiger auf großen Bahnhöfen ein, die ab Anfang Dezember 1999 wieder abgeschafft wurden.
In seine Amtszeit fällt unter anderem der Eisenbahnunfall von Eschede (3. Juni 1998).
Bundesregierung und Aufsichtsrat der Deutschen Bahn AG einigten sich Mitte September 1999 auf die vorzeitige Ablösung Ludewigs sowie des Fernverkehrs-Vorstandes Axel Nawrocki zum 30. September 1999. Als wesentliche Gründe für die Personalentscheidung galt die Auffassung von Regierung und Aufsichtsrat, dass der notwendige Umschwung bei dem Unternehmen nicht zu schaffen sei, nachdem Umsatz und Fahrgastzahlen stagnierten. Der Aufsichtsrat der Deutschen Bahn AG beschloss am 24. September 1999, Ludewig durch Hartmut Mehdorn sowie Nawrocki durch Christoph Franz zu ersetzen. Mehdorn trat seine Funktion Mitte Dezember 1999 an; kommissarisch hatte Finanzvorstand Diethelm Sack die Funktion inne.

### Weiterer Werdegang
Im Frühjahr 2000 war er beratend für die IVG tätig und an den Verhandlungen um den Flughafen Berlin Brandenburg beteiligt.
Von 2002 bis 2011 vertrat er als Exekutivdirektor der Gemeinschaft der Europäischen Bahnen und Infrastrukturgesellschaften (CER) in Brüssel die Interessen von 62 europäischen Eisenbahnunternehmen und Netzbetreibern.
Ludewig wurde vom Bundespräsidenten am 19. September 2006 auf Vorschlag von Bundeskanzlerin Angela Merkel (CDU) zum Vorsitzenden des Nationalen Normenkontrollrats berufen. Das achtköpfige Gremium soll nach niederländischem Vorbild Gesetze der Bundesregierung auf Bürokratiekosten für Wirtschaft und Verwaltung überprüfen und die Regierung im Hinblick auf Einsparpotenziale beraten. Am 12. Oktober 2011 wurde Ludewig in seinem Amt bestätigt.
Zum 25. Jahrestag der deutschen Wiedervereinigung brachte Johannes Ludewig ein Buch heraus, in dem er die intensiven politischen Aktivitäten im Bundeskanzleramt im Vorfeld der deutschen Wiedervereinigung 1990 beschreibt.

### Sprachkritik
1999 wurde er vom Verein Deutsche Sprache mit dem Titel Sprachpanscher des Jahres für die Verwendung von Anglizismen (Service Point, Counter, DB Lounge) im öffentlichen Sprachgebrauch bedacht.
2010 kündigte der neue Bahnchef Rüdiger Grube an, das „Denglisch“ im Sprachgebrauch der Deutschen Bahn zu reduzieren.

## Ehrungen
- 2005: Verdienstkreuz 1. Klasse der Bundesrepublik Deutschland
- 2015: Verdienstorden des Landes Sachsen-Anhalt

## Werke
- Unternehmen Wiedervereinigung. Von Planern, Machern, Visionären. Osburg, Hamburg 2015, ISBN 978-3-95510-076-6.